# Tass, Bács-Kiskun
Tass este un sat în districtul Kunszentmiklós, județul Bács-Kiskun, Ungaria, având o populație de 2.994 de locuitori (2011). 

## Demografie
Componența etnică a satului Tass
     Maghiari (95,83%)
     Romi (2,49%)
     Necunoscut (0,23%)
     Alții (1,45%)
Componența confesională a satului Tass
     Reformați (29,09%)
     Romano-catolici (26,52%)
     Fără religie (12,93%)
     Necunoscută (30,36%)
     Alte religii (2,87%)
Conform recensământului din 2011, satul Tass avea 2.994 de locuitori. Din punct de vedere etnic, majoritatea locuitorilor (95,83%) erau maghiari, cu o minoritate de romi (2,49%). Apartenența etnică nu este cunoscută în cazul a 0,23% din locuitori. Nu există o religie majoritară, locuitorii fiind reformați (29,09%), romano-catolici (26,52%) și persoane fără religie (12,93%). Pentru 30,36% din locuitori nu este cunoscută apartenența confesională.